# 港長

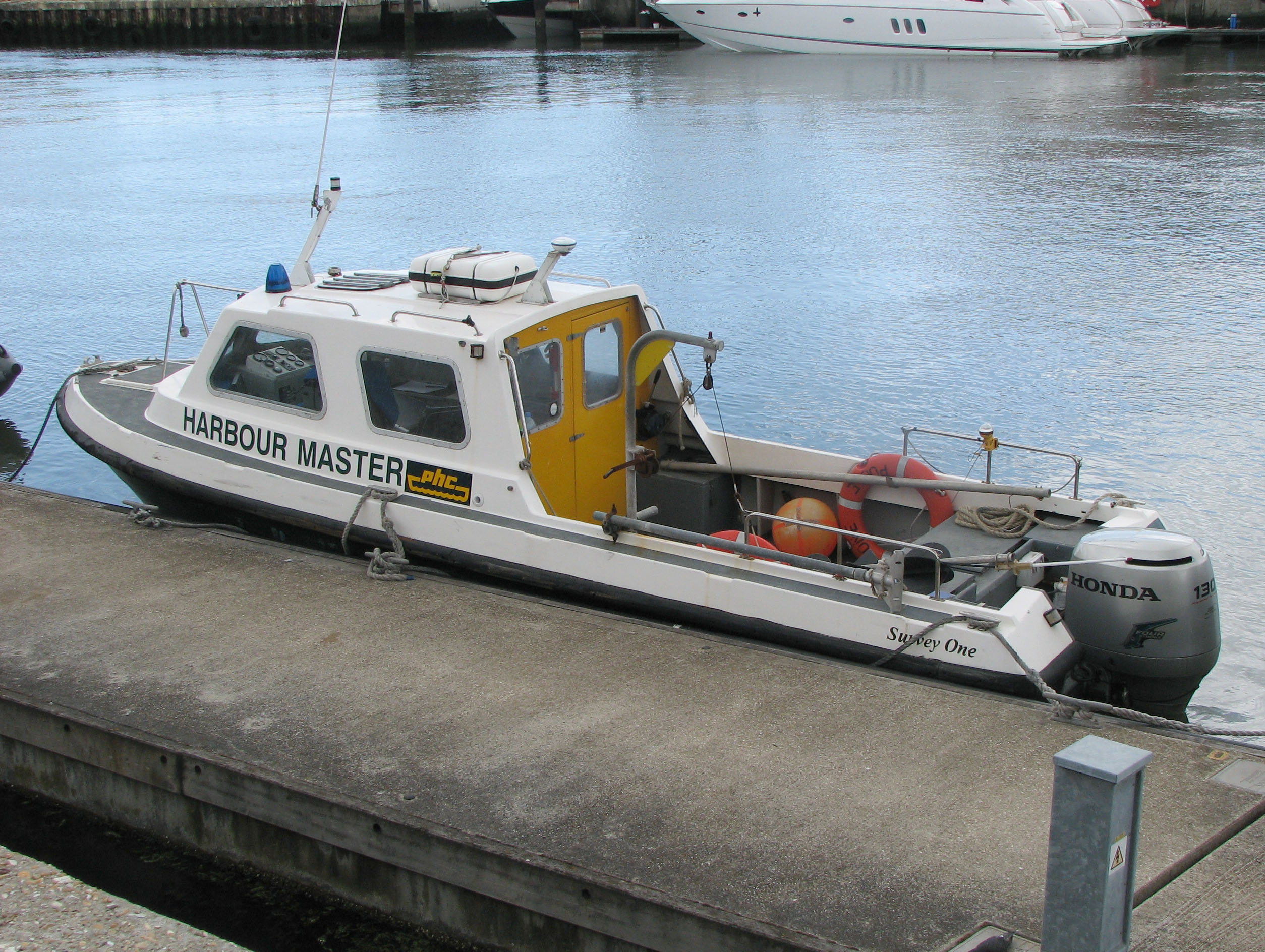
イングランド ドーセット州 プールの港長艇

港長（こうちょう、英語: Harbourmaster）は、港湾において港則を執行する責任者である。

## 日本

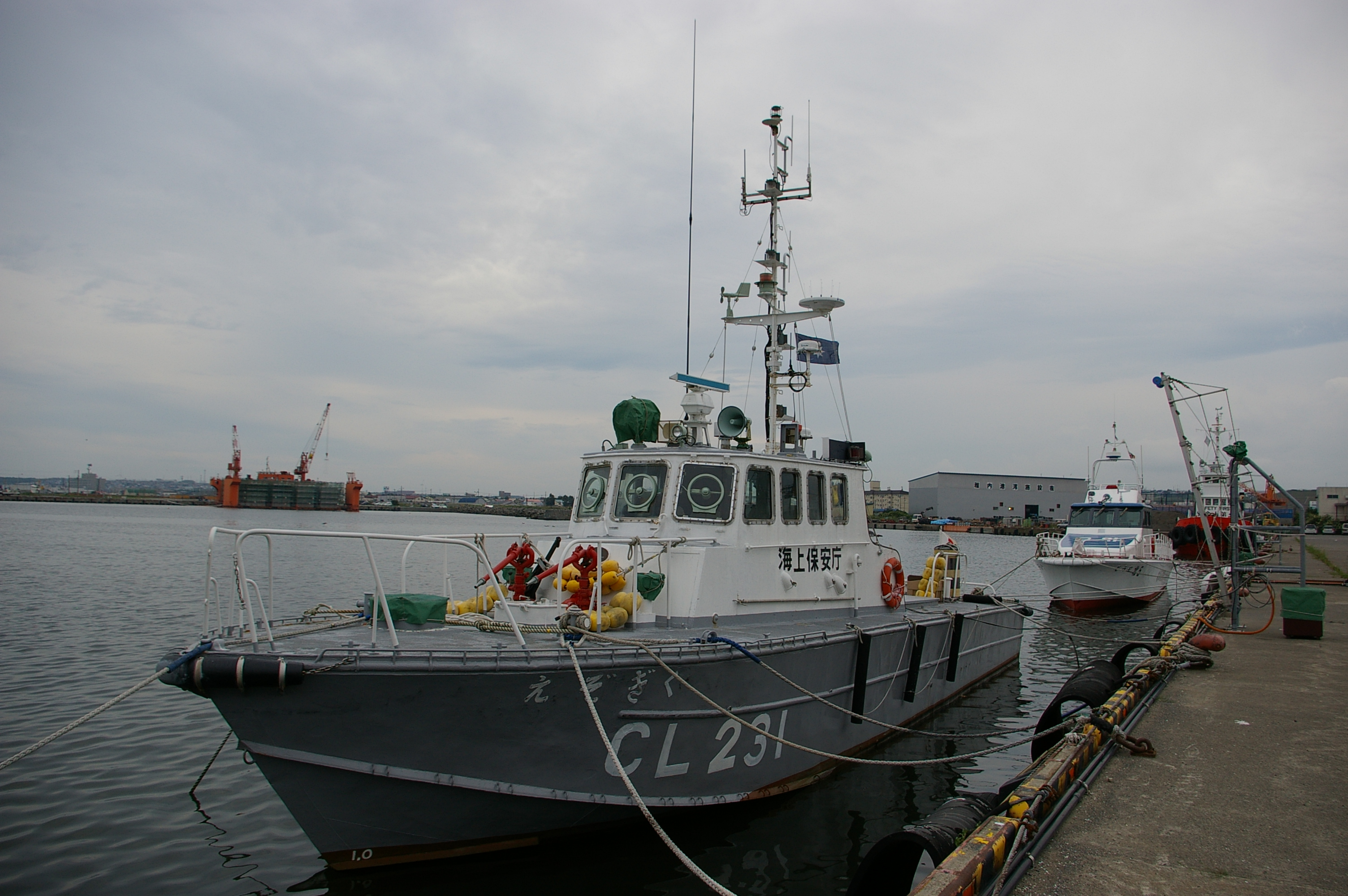
巡視艇CL231えぞぎく。同型のCL251たまつばき（川崎）、CL244はまゆう（鹿児島）などが港長業務指定船。

日本の場合、港則法施行令別表第2にて指定されている、港則法第3条第2項の特定港に置かれており、海上保安庁長官が海上保安官（基本的には該当港を管轄する海上保安部長または海上保安署長が任命され兼任する）から任命し（海上保安庁法第21条第1項）、海上保安庁長官の指揮監督を受け、港則に関する法令に規定する事務を掌る（海上保安庁法第21条第2項）。

### 港長旗
港長が港内を巡視する際、座乗する船艇のマストに掲揚される。白地で赤色の大きなHの字の中央に海上保安庁のコンパスマークが付く。

### 港長業務指定船
指定船制度により指定され、乗組員の訓練・研修強化を通じて港長業務に係る能力を強化した巡視船艇。航行安全や危険物荷役の安全指導を主業務とする。CL級巡視艇や消防船艇が指定される。
例）
- 巡視艇
  - CL251 たまつばき（川崎）
  - CL244 はまゆう（鹿児島）

- 消防船
  - FL01 ひりゆう（横浜）

## 参考資料
- 岡部学 ほか『海上保安庁パーフェクトガイド : 最新版』学習研究社、2005年6月。ISBN 978-4-05-603720-3。
- 港則法（昭和二十三年七月十五日法律第百七十四号） - e-Gov法令検索
- 港則法施行規則（昭和二十三年十月九日運輸省令第二十九号） - e-Gov法令検索
- 港則法施行令（昭和四十年六月二十二日政令第二百十九号） - e-Gov法令検索
- 海上保安庁法（昭和二十三年四月二十七日法律第二十八号） - e-Gov法令検索